# Friendica
Friendica (ehemals Friendika, ursprünglich mistpark) ist eine freie Software für ein verteiltes soziales Netzwerk. Der Fokus liegt auf wirkungsvollen Datenschutzeinstellungen und leichter Installation auf eigenen Servern, welche insgesamt unabhängig operierend das dezentrale Netzwerk des Fediverse formen. Zudem lassen sich andere soziale Netzwerke und Blogs leicht integrieren.
Im April 2024 hatte die öffentliche Benutzerliste von Friendica knapp 8.000 Einträge. Diese Zahl enthält nur diejenigen Benutzer, welche sich entschieden haben, ihr Benutzerprofil dort zu veröffentlichen.

## Funktionalitäten
Friendica-Anwender können sich nicht nur über den eigenen Friendica-Server hinaus mit anderen vernetzen, sondern in ihren „Nachrichtenstream“ auch Kontakte aus Twitter, Diaspora, Pump.io und StatusNet bzw. GNU Social einbinden, Facebook war bis Juni 2015 möglich. Zusätzlich zu den bidirektionalen Verbindungen kann man Beiträge unter anderem nach WordPress, Tumblr, Bluesky, PNut und Libertree posten (bei Google+ bis zum Ende des Services). Außerdem lassen sich E-Mail-Kontakte und RSS-Feeds integrieren. Da die Benutzeraccounts auf viele Server verteilt sind, bestehen ihre „Adressen“, ähnlich wie E-Mail-Adressen, aus drei Teilen: Dem Benutzernamen, dem „@“-Zeichen und dem Namen der Friendica-Instanz.
Viele Funktionalitäten aus den anderen verbreiteten Mikroblogging- oder Social Networking-Plattformen gibt es auch in Friendica, beispielsweise das direkte Ansprechen von Personen oder Gruppen über „@-Erwähnungen“, Direktnachrichten, Hashtags, Fotoalben, „Likes“, „Dislikes“, „Channels“, „Relay-Konten“, Kommentare und das Weiterverteilen öffentlich sichtbarer Beiträge. Darüber hinaus können in Friendica auch bereits abgeschickte Beiträge noch editiert werden. Die detaillierten Einstellungen zur Privatsphäre bzw. zur öffentlichen Sichtbarkeit von Beiträgen erlauben es, pro Beitrag zu regulieren, wer welche Beiträge oder Informationen über den Benutzer oder die Benutzerin lesen kann. Dafür kann man auch unterschiedliche Profile erstellen und sich verschiedenen Gruppen verschieden zeigen. Das Herunterladen oder Löschen des eigenen Profils ist ebenso möglich wie der Import eines Profils auf einen anderen Friendica-Server.
Für Friendica gibt es eine Vielzahl von Erweiterungen und diverse Themes. Darunter sind die so genannten Konnektoren, mit denen Verbindung zu den oben genannten Plattformen aufgenommen werden kann. Viele neue Features werden jedoch der Einfachheit halber auch zuerst als Erweiterungen angelegt und später möglicherweise ins Core von Friendica übernommen.

## Entwicklung
Hinter Friendica steht kein Unternehmen. Die Entwickler arbeiten ehrenamtlich und das Projekt wird informell betrieben, wobei die Plattform selbst für die Kommunikation der Entwickler untereinander genutzt wird. Dafür existieren innerhalb von Friendica verschiedene Foren, wie „Friendica Developers“. Der Quellcode von Friendica wird auf GitHub gehostet.

## Installation
Das Ziel der Entwickler ist es, die Installation der Server-Software auch für technische Laien einfach zu machen. Sie argumentieren, dass Dezentralisierung auf kleinen Servern eine Schlüsselbedingung für die Freiheit der Anwender und für ihre datentechnische Selbstbestimmung darstellt. Die Schwierigkeitsstufe ähnelt einer Installation von WordPress. Dennoch ist die Installation bei Webhostern mitunter aufgrund fehlender PHP5-Module nicht einfach möglich. Zudem betreiben Freiwillige öffentliche Server, so dass Neulinge die Installation eigener Software auch ganz vermeiden können.

## Liste von Clients
Friendica benutzt die gleichen API wie die Projekte StatusNet/GNU Social und Mastodon. Eine Reihe von StatusNet- und Mastodon-Clients kann deshalb auch verwendet werden, um Friendica zu nutzen. Sie bieten aber ggf. nicht alle Feature der webbasierten Benutzeroberfläche. Folgende Clients sind Stand April 2024 dafür geeignet:
- Hotot (Linux)
- Choqok (Linux)
- Pidgin (Windows, Linux)
- Fedilab (Android)
- Tusky (Android)
- tooot (Android/Phone/iPad)
- Raccoon (Android)
- Relatica (Android/Linux/iPhone/iPad/Windows)
- Twidere (Android)
- Mustard (Android)
- AndStatus (Android)
- Friendiqa (Android)
- Mammoth (iPhone/iPad)
- Mona (iPhone/iPad)
- Friendly (Sailfish OS)
- Gravity (Symbian)
- Friendica Mobile (Windows 10, Windows 10 Mobile, Windows Phone 8.1: Windows Store)
- DiCa (Android)

## Rezeption
Die deutsche Computerzeitschrift c’t beschrieb Friendica im Februar 2012 als leicht zu installierendes System, das dem Alternativprojekt Diaspora in einigen Punkten voraus sei. Die t3n führte Friendica im März 2012 als einen Facebook-Rivalen auf. In der Infoshop News wurde Friendica als Alternative zu Google+ und Facebook für die Bewegung Occupy Nigeria beschrieben. In DRadio Wissen wurde Friendica am 23. Januar 2012 in einer Sendung über dezentrale Netzwerke als Beispiel eines solchen Projekts genannt. Interviewpartner Torsten Grote von der Free Software Foundation Europe (FSFE) verlinkte anschließend auf die Aufnahme in seinem Blog. Im Blog Future Tense des Online-Magazins Slate wird Friendica in einem Beitrag als sicherere Alternative zu Facebook genannt. In Episode 490 interviewte 2018 das FLOSS Weekly-Magazin einen der Hauptentwickler.